# Wisława Szymborska
Wisława Szymborska (nascida Maria Wisława Anna Szymborska; Kórnik, 2 de julho de 1923 — Cracóvia, 1 de fevereiro de 2012) foi uma escritora polonesa ganhadora do Prémio Nobel de literatura em 1996.
Poeta, crítica literária e tradutora, viveu em Cracóvia. Sua extensa obra, traduzida em 36 línguas, foi caracterizada pela Academia de Estocolmo como "uma poesia que, com precisão irônica, permite que o contexto histórico e biológico se manifeste em fragmentos da realidade humana", tendo sido definida como "o Mozart da poesia". É a poeta polonesa mais traduzida no exterior.

## Biografia
Szymborska nasceu em 1923, em Kórnik, na Polônia. Era filha de Vincent Szymborski, feitor da propriedade do conde Władysław Zamoyski, e de Anna Maria Rottermund. Os pais dela mudaram-se para Zakopane em janeiro de 1923 por causa da organização dos bens locais do conde Zamoyski. Depois da morte do conde em 1924, a família Szymborski mudou-se para Toruń, onde Wisława frequentou a escola.
Quando a Segunda Guerra Mundial eclodiu, Wisława continuou a estudar com aulas clandestinas e começou a trabalhar em uma ferrovia de modo a impedir sua deportação para o território do Terceiro Reich. Ao mesmo tempo, começou também a criar as primeiras ilustrações para livros (um manual para estudar inglês) e deu os primeiros passos na literatura (escrevia contos e, às vezes, poemas). Com o fim da guerra, a partir de 1945, começou a constituir uma parte importante na vida literária de Cracóvia e pertenceu ao grupo literário "Ao contrário". Neste mesmo ano começou a sua formação em Filologia Polaca na Universidade Jaguelônica, mas a seguir, mudou para Sociologia.
Devido à sua situação financeira, não terminou os estudos. Três anos depois casou-se com o poeta Adam Włodek, com quem continuou a sua vida em Cracóvia. Viria a divorciar-se em 1954. Diz-se que o clima desta cidade e o ambiente único tiveram uma grande influência na produção literária. Desde 1957, passou a colaborar com a revista "Kultura" (revista literária e politica publicada em Paris por emigrantes polacos) e estabeleceu contato com Jerzy Giedroyc. Até 1966 foi membro do Partido Comunista. Em 1975 assinou uma carta de protesto, a Carta dos 59 (carta assinada por 66 intelectuais polacos, no início 59, e daí o nome) em que os principais intelectuais da Polônia protestaram contra uma mudança na Constituição (sobre uma aliança com a União Soviética). 

## Morte
Szymborska morreu em 1 de fevereiro de 2012, aos 88 anos, enquanto dormia em sua casa, em Cracóvia.

## Obra
Publicou as suas primeiras obras num jornal de Cracóvia, o "Dziennik Polski", e, em seguida, nos jornais "Walce" e "Pokolenia". Em 1949 tentou publicar o seu primeiro tomo de poesia "Os poemas", mas a censura da República Popular da Polônia declarou que essa poesia "não cumpria os requisitos socialistas". Três anos depois, estreou-se com um conjunto titulado "Por isso, vivemos".

## Crítica
É criticada por sua atitude em relação aos primeiros anos da República Popular da Polônia. Durante o estalinismo, foi ligada aos "Pryszczaci" (Borbulhentos), um grupo de jovens escritores polacos dos finais da década de 1940 e início da de 1950, propagadores do realismo socialista. Eles achavam que o principal objetivo da literatura era apoiar o poder em impor o regime comunista à sociedade polaca.

### Poesia
- Dlatego żyjemy (Por isso vivemos, 1952)
- Pytania zadawane sobie (Perguntas que me faço, 1954)
- Wołanie do Yeti (Chamado por Yeti, 1957)
- Sól (Sal, 1962)
- Sto pociech (Muito divertido, 1967)
- Wszelki wypadek (Todo o caso, 1972)
- Wielka liczba (Um grande número, 1976)
- Ludzie na moście (Gente na ponte, 1986)
- Koniec i początek (Fim e começo, 1993)
- Chwila (Instante, 2002)
- Dwukropek (Dois pontos, 2006)
- Tutaj (Aqui, 2009)
- Wystarczy (Chega, 2012)

### Outros
- Rymowanki dla dużych dzieci (Riminhas para crianças grandes, 2005)

### Livros publicados no Brasil
- Poemas (Companhia das Letras, 2011): 
  - 44 poesias extraídas de Chamado por Yeti, Sal, Muito divertido, Todo o caso, Um grande número, Gente na ponte, Fim e começo e Instante.
- Um amor feliz (Companhia das Letras, 2016): 
  - 85 poesias extraídas de Chamado por Yeti, Sal, Muito divertido, Todo o caso, Um grande número, Gente na ponte, Fim e começo, Instante, Dois pontos, Aqui e Chega.
- Para o meu coração num domingo (Companhia das Letras, 2020): 
  - 85 poesias extraídas de Chamado por Yeti, Sal, Muito divertido, Todo o caso, Um grande número, Gente na ponte, Fim e começo, Instante, Dois pontos, Aqui e Chega.
- Riminhas para crianças grandes (Âyiné, 2020)